# Allex
Allex – miejscowość i gmina we Francji, w regionie Owernia-Rodan-Alpy, w departamencie Drôme.
Według danych na rok 1990 gminę zamieszkiwały 1704 osoby, a gęstość zaludnienia wynosiła 84 osób/km² (wśród 2880 gmin regionu Rodan-Alpy Allex plasuje się na 505. miejscu pod względem liczby ludności, natomiast pod względem powierzchni na miejscu 492.).